# Black Twitter
Black Twitter es una identidad cultural de la red social Twitter enfocada a las cuestiones de interés para la comunidad negra, concretamente para la estadounidense. Don Jones lo describió en Salon, una página web progresista de noticias, como "un colectivo de usuarios activos de Twitter, principalmente de origen afroamericano, que han creado una comunidad virtual … [y] han demostrado a los expertos la gran diversidad de cambios sociopolíticos que Twitter trae consigo". En Sudáfrica se está desarrollando una comunidad similar a Black Twitter. Aunque esta comunidad tiene una importante base de usuarios afroamericanos, otras personas y grupos pueden formar parte de este círculo social comunicativo a través de los aspectos comunes existentes en sus procesos y movimientos en la red.

## Base de usuarios
De acuerdo con un informe de 2013 del Pew Research Center, el 26% de los afroamericanos que usan Internet utilizan Twitter en comparación con el 14% de los usuarios blancos, no hispanoamericanos. Además, el 11% de los usuarios de Twitter afroamericanos afirman conectarse a esta red social al menos una vez al día, comparado con el 3% de los usuarios blancos.
André Brock, de la Universidad de Iowa, certificó que los primeros comentarios que se publicaron sobre Black Twitter databan de 2008 en un artículo del bloguero Anil Dash, y en un artículo de 2009 de Chris Wilson en The Root en el que describe el gran éxito de los fenómenos de Internet como "#YouKnowYoureBlackWhen" y "#YouKnowYoureFromQueens", que fueron principalmente dirigidos a los usuarios de Black Twitter. Brock declara que las primeras referencias a la comunidad de Black Twitter, como son “Late Night Black People Twitter” y “Black People Twitter”, aparecieron en un artículo de noviembre de 2009 titulado: “¿De qué estuvieron hablando anoche los negros en Twitter?” escrito por Choire Sicha, cofundador de los asuntos de actualidad de la página web The Awl. Sicha lo describió como “enorme, orgánico y… al parecer principalmente nocturno”, aunque está activo durante todo el día.

### Reciprocidad y comunidad
Un artículo de agosto de 2010 escrito por Farhad Manjoo en Slate, "Cómo usa Twitter la gente negra", hizo que se le prestara mayor atención a la comunidad. Manjoo escribió que los jóvenes usaban Twitter de una forma bastante particular: "Forman unos grupos más herméticos en la red, se siguen los unos a los otros más fácilmente, se retuitean más a menudo, y la mayoría de sus mensajes son respuestas dirigidas a otros usuarios." Manjoo citó a Brendan Meeder (@bmeeder) de la Universidad Carnegie Mellon, quien argumentó que el mayor nivel de reciprocidad entre los cientos de usuarios que crean hashtags (o blacktags) conducen a una red con mayor densidad y más influencia.
El artículo de Manjoo en Slate atrajo las críticas de la catedrática de Estudios Afroamericanos Kimberly C. Ellis (@drgoddess)). Concluyó que una gran parte del artículo generalizaba demasiado, y publicó una respuesta que tituló "Por qué 'los otros' no entienden lo que la gente de color hace en Twitter." Haciendo especial hincapié en la diversidad de gente de color que hay en Twitter, dijo: "Está claro que, no solo Slate, sino el resto de la sociedad norteamericana no tiene ni idea de quién es la gente de color de Twitter; en general, no saben nada de nuestra humanidad [...]. Para nosotros, Twitter es un medio electrónico que nos da la suficiente flexibilidad para mostrar una creatividad desinhibida y que no resulta artificial, mientras exhibimos el alcance de los medios de comunicación que nos permiten unirnos como comunidad. [...] De hecho, hablamos los unos con los otros y transmitimos un mensaje al mundo, de aquí la popularidad de Twitter y del uso de los Trending Topics, ¿no?" Ellis dijo que la respuesta más apropiada que había visto al artículo de la Slate fue la de la usuaria de Twitter @InnyVinny, quien dijo que "no todos los negros están cortados por el mismo patrón" y luego publicó en su página web una gran variedad de dibujos que mostraban varios pájaros —el símbolo de Twitter— de color marrón, para reflejar la gran diversidad de usuarios que hay en Black Twitter. El hashtag #browntwitterbird pronto se volvió viral a medida que los usuarios adoptaban o sugerían nuevos diseños del pájaro de Twitter.
De acuerdo con el escrito de 2013 de Shani O. Hilton (@shani_o), la característica que define a Black Twitter es que sus miembros se interesan por: "a) los asuntos de la raza en las noticias y en la cultura popular; y b) tuitean MUCHÍSIMO." Añade que a pesar de que la comunidad integra a miles y miles de usuarios que son de color; en realidad, "no todo el que está en Black Twitter es de color, y no todas las personas de color están en Black Twitter. También incluye que el alcance viral y el enfoque de los hashtags han transformado a Black Twitter desde una mera fuente de entretenimiento, y un objeto de estudio que suscitaba la curiosidad del exterior de la comunidad, a "una fuerza cultural con derecho propio... Ahora la gente de color de Twitter no está únicamente influyendo en la conversación en línea, la está creando."
Apryl Williams (@aprylw) y Doris Domoszlai (2013) explicaron de forma parecida: "No hay una única identidad o un conjunto de características que definan Black Twitter. Al igual que todos los grupos culturales, Black Twitter es dinámico, y contiene una gran variedad de puntos de vista, así como de identidades. Concebimos Black Twitter como una estructura social, creada por una comunidad de usuarios autoelegidos que describen aspectos de la sociedad negra estadounidense a través de una cuenta en Twitter. No todos los usuarios de Black Twitter son negros, y no todos los negros se sienten identificados con Black Twitter”

### Signifyin'
Feminista Jones ha defendido que las raíces históricas y culturales de Black Twitter son los espirituales, también conocidos como canciones de trabajo, que los esclavos de Estados Unidos cantaban en el pasado, en un momento en el que encontrar un medio universal de comunicación era imprescindible para la supervivencia y la organización de base.
Varios escritores entienden la interacción de Black Twitter como una forma de ’sygnifyin’, esto es un juego de palabras que implica tropos como la ironía y la hipérbole. André Brock (@DocDre) afirma que Black Twitter es el significante, mientras que el hashtag es tanto el significante, como el símbolo y el significado, «marcar… el concepto para ser significado, el contexto cultural en el que los lectores deben entender el tuit, y la “llamada” a la espera de una respuesta». También escribió: «Así pues, tuit-como-signifyin’, puede ser entendido como una actuación pública y discursiva de la identidad negra».
Sarah Florini de la Universidad de Wisconsin-Madison también interpreta Black Twitter en el contexto de signifyin’. Sostiene que la raza está casi siempre “profundamente ligada a significantes corporales“; en ausencia del cuerpo, los usuarios de raza negra muestran sus identidades raciales a través de juegos de palabras y otras formas del lenguaje que denotan conocimiento de la cultura afroamericana. Black Twitter se ha convertido así en una plataforma trascendental para esta expresión de opiniones.
Manjoo se refirió a los hastags utilizados por la comunidad negra como blackstags, citando a Baratunde Thurston, y luego a The Onion. Ambos argumentaron que los blackstags son una versión de The Dozens, que también es un ejemplo de signifyin', un juego muy popular entre los afroamericanos en el que los participantes se superan unos a otros lanzándose insultos. ("Tu madre tiene las piernas tan arqueadas que parece un mordisco de un dónut", "Tu madre envió una foto suya al club de los corazones solitarios, pero se la devolvieron y dijeron: "¡No estamos tan solos!"). Según Thurston, la brevedad de los tuits y la realimentación inmediata significa que Twitter encaja muy bien en la tradición africana de llamada y respuesta.

## Influencia

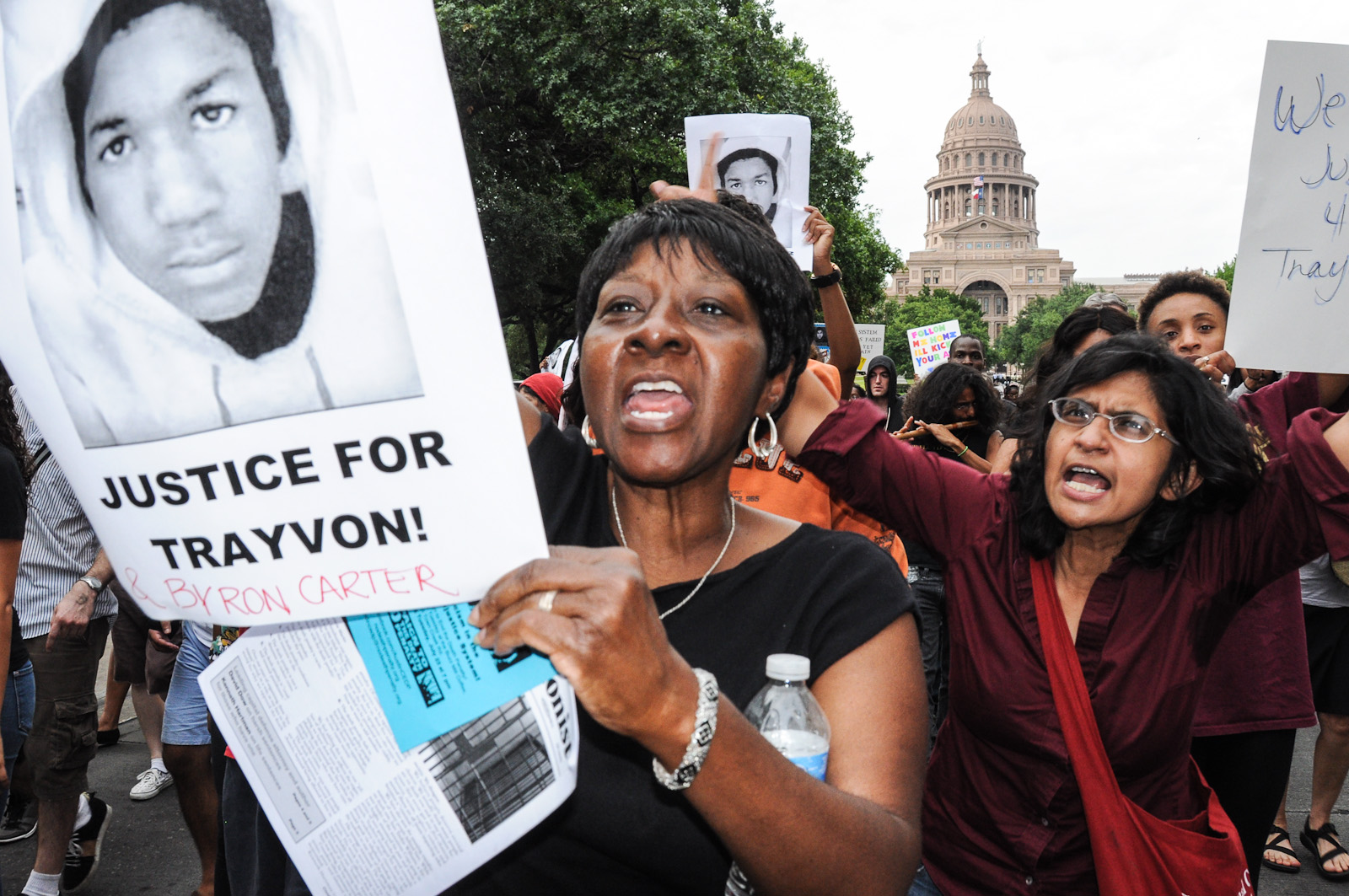
Las circunstancias de la muerte de Trayvon Martin hicieron a Black Twitter más visible en la escena pública.

Black Twitter, tras ser el tema de un panel de la SXSW Interactive en 2012 y dirigido por Kimberly Elise, llegó a obtener una mayor atención del público en julio de 2013, cuando se le acreditó el mérito de haber puesto fin a un acuerdo para escribir un libro entre un agente literario de Seattle y uno de los miembros del jurado del juicio de George Zimmerman. Ese mes, Zimmerman fue absuelto (no sin polémica) de los cargos derivados del asesinato de Trayvon Martin, un adolescente negro de Florida. La propuesta del libro de una miembro del jurado tuvo una rápida respuesta por parte de Black Twitter, encabezada por el usuario Genie Lauren (@MoreAndAgain). Este fue quien lanzó una petición a través de change.org, lo que dio lugar a una serie de reportajes en la CNN. Zimmerman sólo había sido arrestado y acusado después de una campaña a gran escala a través de los medios de comunicación, que incluía peticiones que circularon en Twitter que atrajeron millones de firmas.
La comunidad de Black Twitter también participó en junio de 2013 en protestas contra las empresas que vendían productos de Paula Deen, la famosa chef, después de que fuera acusada de racismo. Más tarde, todo esto condujo a la pérdida de millones de dólares en el negocio. El escritor y humorista Tracy Clayton (@brokeymcpoverty) empezó un hashtag llamado #paulasbestdishes que se difundió rápidamente. En agosto de 2013, la indignación sobre un video de Harriet Tubman llamado “parodia del sexo”, que publicó Russell Simmons en su página web Def Comedy Jam, obligó a Simmons a eliminar el video; incluso se disculpó por su mal criterio.

### #SolidarityIsForWhiteWomen
El hashtag #SolidarityIsForWhiteWomen fue creado por la bloguera/autora y feminista negra Mikki Kendall en respuesta a la indignación que surgió en Twitter provocada por el feminista Hugo Schwyzer, para subrayar la creencia de que el feminismo general existe para satisfacer las necesidades de las mujeres blancas, mientras que las preocupaciones de las feministas de color son ignoradas. El hashtag y las consecuentes conversaciones forman ya parte de la cultura de Black Twitter. En palabras de Kendall: “#SolidarityIsForWhiteWomen empezó en un momento de frustración. [...] Cuando creé el hashtag #SolidarityIsForWhiteWomen, pensé que sería mayormente un debate entre personas indignadas por el último episodio de comportamiento problemático de las feministas blancas. La intención era que fuese la abreviatura de Twitter por las cientos de veces que se les dice a las feministas de color que el racismo que sufren no es un ‘asunto feminista’. Los primeros tuits reflejan el impacto profundamente personal de este antiguo problema estructural”.

### #IfTheyGunnedMeDown
Después de que el policía Darren Wilson disparara fatídicamente al desarmado Michael Brown en Ferguson (Misuri), un estudiante de Houston (Texas), llamado Tyler Atkins tuiteó una foto suya con ropa informal (una camiseta y un pañuelo), y una segunda foto suya posando con su preciado saxofón. Atkins aseguró que si la policía le disparara, los medios mostrarían la foto de la camiseta y el pañuelo y no la foto del saxofón. #IfTheyGunnedMeDown se viralizó en el marco de la atención mediática mundial que estaba captando la crisis de Ferguson. El hashtag se utilizó cientos de veces, semanas después de que Atkins lo utilizara.

## Recepción
Jonathan Pitts-Wiley, antiguo colaborador de la revista digital The Root, advierte que Black Twitter es solo una parte de la cultura afroamericana contemporánea. “Para los que lo ven desde fuera, es una forma de entender una pequeña parte de cómo pensamos. Y con esto quiero ser muy minucioso, se trata solo de una parte de la cultura. Lamentablemente, puede que sea la pequeña parte que confirme lo que la mayoría de la gente ya cree que sabe sobre la cultura negra”, apunta Pitts-Wiley.
Daniella Gibbs Leger (@dgibber123), que tuitea para HuffPost Black Voices, afirmó que Black Twitter es una realidad. "Casi siempre es muy divertido (como el hashtag de las recetas de Paula Deen); a veces este es un humor punzante (mirad cualquier hashtag que tenga que ver con Don Lemon)”. Se refirió a la controversia generada alrededor del vídeo de Harriet Tubman y extrajo ciertas conclusiones: “1. No os metáis con Black Twitter porque lo pagaréis caro. 2. Si vais a tuitear una broma ofensiva, tomaos diez minutos y pensadlo bien. 3. Hay personas muy divertidas e inteligentes en Twitter. Y número 4: véase número 1.”

## Sudáfrica
Kenichi Serino escribe en el diario The Christian Science Monitor sobre el fenómeno parecido al de Black Twitter que está experimentando Sudáfrica; los discursos en Twitter de gente de color son cada vez más influyentes. En un país que tiene 11 lenguas oficiales, los usuarios de esta red social importan palabras del zulú, del xhosa y del sesotho y las integran en sus tuits. Hasta 2011, Twitter tenía 1,1 millones de usuarios en este país. 
Aunque tuitear sigue siendo una práctica de la clase media de este país donde solo el 21% tiene acceso a Internet, según el profesor universitario de Periodismo, Unathi Kondile (enlace roto disponible en Internet Archive; véase el historial, la primera versión y la última). (@UnathiKondile), la gente de color se ha aficionado a Twitter. Esta red social se ha entendido como “una plataforma virtual de acceso gratuito y libre en la que las voces negras pueden reafirmarse y reivindicar sus puntos de vista sin jefes de redacción ni editoriales que decidan sobre la relevancia de sus interpretaciones”.